# Katja Čerenjak
Katja Čerenjak, slovenska rokometašica, * 6. september 1983, Celje.
Igra za rokometni klub Zelene doline Žalec in Slovensko žensko rokometno reprezentanco.
Z reprezentanco Slovenije je nastopila na Sredozemskih igrah 2005 in na  Evropskem prvenstvu v rokometu za ženske 2016.